# Per Carlberg (politiker)
Per Magnus Carlberg (i riksdagen kallad Carlberg i Abrahamsgård, senare Carlberg i Stockholm), född 25 oktober 1846 i Ljusnarsbergs socken, Örebro län, död 15 maj 1914 i S:t Johannes församling i Stockholm, var en svensk bruksägare och riksdagsman. Han var ägare av Abrahamsgård i Ljusnarsberg.

## Biografi
Carlberg var son till bruksägaren Per August Carlberg och Ulrika Dahlström. Han tog sin studentexamen i Örebro 1865. Han blev inskriven vid Uppsala universitet samma år. 1869 blev han inskriven vid Bergsskolan i Stockholm, där han tog examen 1870. 1871-72 var han elev på Jernkontorets stat. 1872 till 1874 och 1881 studerade han utomlands. Han var gruvförvaltare vid Ställdalen 1878 och Svartviks gruvor 1880. Han var disponent vid Stjärnfors bruk 1886 och AB Stjernfors-Ställdalen 1890, verkställande direktör där 1897 till 1905. Han satt som fullmäktige i Jernkontoret 1905 till 1914, från 1907 som jourhavande direktör. Han var landstingsman för Örebro läns landsting 1878 till 1907, från 1901 vice ordförande för landstinget. 

### Riksdagsman
Carlberg var ledamot av riksdagens första kammare 1905-1914, invald i Örebro läns valkrets. Han var ledamot i första särskilda utskottet 1908-09 samt bankoutskottet 1911-1914.

### Familj
Carlberg gifte sig 1882 med grevinnan Sigrid Elisabet Mörner af Morlanda (född 1857 i Ljusnarsberg, död 1907 i Jakobs församling i Stockholm), dotter till bruksägaren greve Hampus Stellan Mörner af Morlanda och Maria Matilda Strokirk. Per Carlberg och Sigrid Elisabet Mörner af Morlanda fick fyra barn:
- Anna Elisabeth, född 24/9 1883, död 30/9 1900
- Per Stellan, född 16/3 1887, död 14/6 1941
- Maria Ellen Ulrika, född 23/2 1890, död 4/12 1973
- Per Adolf, född 19/11 1894, död 17/12 1968